# Goeppertia allouia
El lerén (Goeppertia allouia', antes Calathea allouia) lairén o dale dale es una planta de la familia de las marantáceas, nativa del norte de América del Sur y el Caribe.

## Distribución
Es considerada nativa en  Dominicana, Cuba, Haití, Puerto Rico, las Antillas Menores, Trinidad y Tobago, Venezuela, Guyana, Surinam, Colombia, Ecuador, Perú, Bolivia y Brasil. Se considera introducida en Jamaica. También se ha introducido en escala limitada en diversas regiones tropicales de todo el mundo.

## Descripción

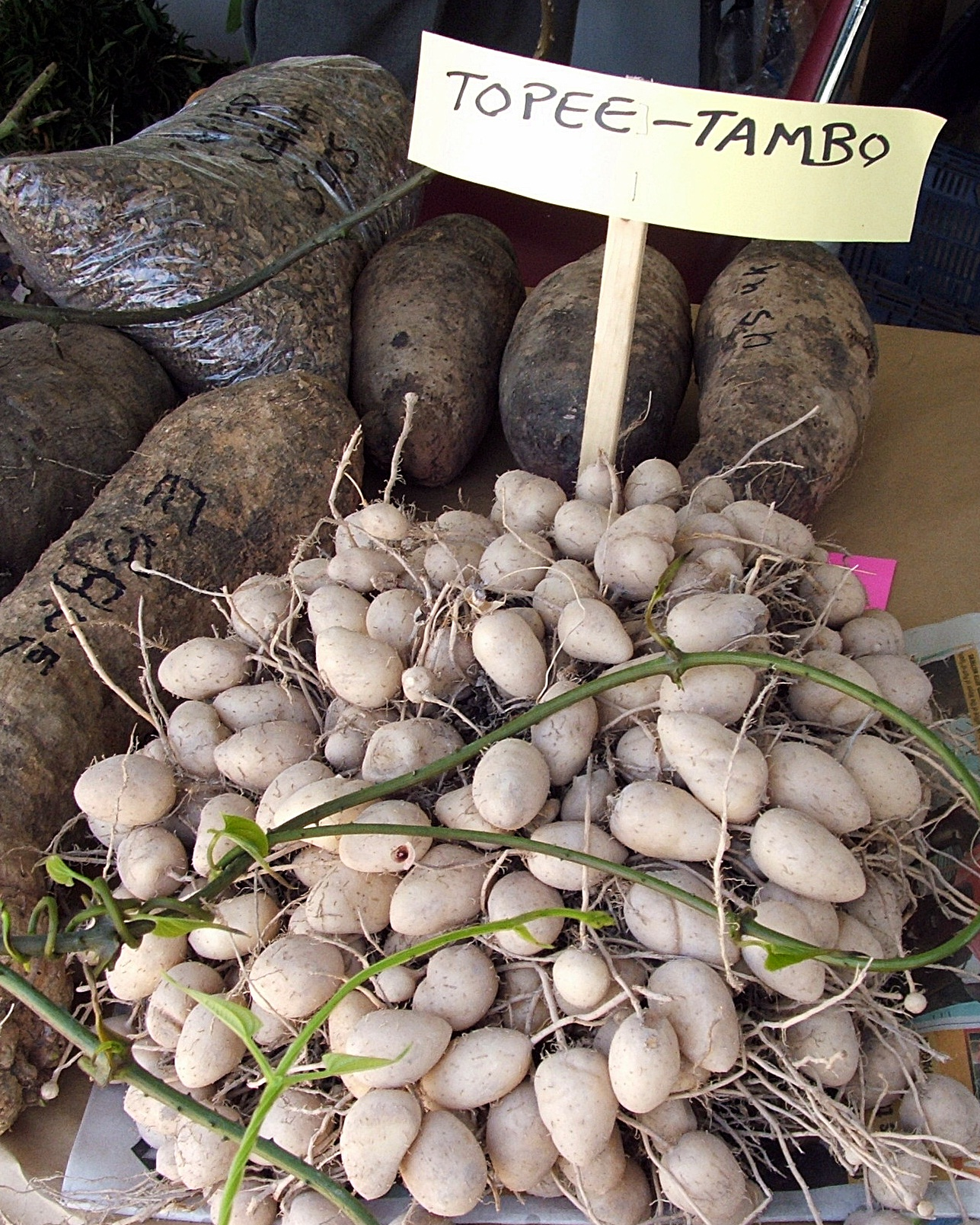
Tuber en un mercado de Trinidad.

Es una planta perenne. Forma macollas (brotes originados en la base de un mismo pie) de aproximadamente 1 m de altura. Presenta raíces tuberosas ovoides o cilíndricas, de 2 a 8 cm de largo y 2 a 4 cm de diámetro. Las hojas tienen base envolvente que forma pseudotallos cortos; pecíolos largos y acanalados; son simples, alternas, con  ápice acuminado, láminas elípticas, parecidas a hojas de plátano, de 20 a 60 por 5 a 20 cm; nervaduras paralelas; conspicuas por el envés y el haz, glabra. Inflorescencia terminal erecta con brácteas crema densamente imbricadas; las flores son blancuzcas, de 2 a 5 cm de largo. La tuberización se inicia en las puntas de las raíces fibrosas. La reproducción se realiza vegetativamente mediante rizomas, que dan en promedio 20 brotes cada uno.

## Usos
Las raíces tuberosas secas contienen 13 a 15 % de almidón y 6,6 % de proteínas. Se consumen cocidas 15 a 20 minutos y mantienen una textura crujiente, incluso después de largo tiempo de cocinadas. El lerén puede servirse en ensaladas y en platos a base de pescado.
En América del Sur, la medicina tradicional le atribuye a la tintura de las hojas propiedades para el tratamiento de la cistitis y como diurético. Con el tuber se preparan bebidas rituales en la Amazonia.
Las hojas frescas eran empleadas por los indígenas para la confección de ropas para bebés, por ser resistentes y durables.

## Taxonomía
Goeppertia allouia fue descrita por (Aubl.) Lindl. y publicado en Botanical Register; consisting of coloured . . . 14: sub pl. 1210. 1829. Incluida en el género Calathea tras el análisis filogenético fue reclasificada en Goeppertia.
Sinonimia
- Allouya americana (Lam.) A.Chev.
- Calathea alleluia (Aubl.) Lind.
- Curcuma americana Lam.
- Maranta allouia Aubl.
- Maranta niveiflora A.Dietr.
- Maranta semperflorens Horan.
- Phrynium allouia (Aubl.) Roscoe
- Phyllodes allouia (Aubl.) Kuntze[12]

## Nombres comunes
Se le llama dale dale (Perú, Bolivia, Amazonia); ajiro o jajiro en Bolivia; agua bendita, cocurito y lairén (Venezuela), ñauñau (Colombia, Amazonia); lerenes (República Dominicana y Puerto Rico), llerén (Cuba), tambu (¿?), topitambo o topinambur (Antillas); ariá (Brasil, Amazonia) y láirem (Brasil). También recibe los nombres de cúrcuma americana y cúrcuma de Cuba.